# Pro-Música Brasil
Pro-Música Brasil (conocida por su abreviatura PMB; anteriormente Associação Brasileira dos Produtores de Discos) es un cuerpo representativo oficial de las discográficas en el mercado brasileño.
Sus miembros principalmente son las compañías disqueras y los distribuidores discográficos, que según datos propios de la PMB "crean, producen y distribuyen aproximadamente el 85% de todas las producciones sonoras producidas y vendidas en Brasil".

## Certificaciones del país
Los números de arriba indican las unidades que se deben vender para alcanzar la certificación por parte de artistas nacionales, mientras que los números en cursiva y entre paréntesis de abajo indican las ventas que un artista extranjero debe alcanzar para obtener la certificación.
| Producto  | Oro             | Platino          | Diamante          |
| --------- | --------------- | ---------------- | ----------------- |
| Álbumes   | 40 000 (20 000) | 80 000 (40 000)  | 300 000 (160 000) |
| Sencillos | 50 000 (30 000) | 100 000 (60 000) | 350 000 (60 000)  |
| DVD       | 25 000 (15 000) | 50 000 (30 000)  | 250 000 (125 000) |